# Rica Matsumoto
Rica Matsumoto est une chanteuse, seiyū, actrice et animatrice de radio née de 30 novembre 1968 à Yokohama.

## Biographie

### Carrière
Elle joue la voix japonaise de Sacha depuis 1997.
En 2002, elle cofonde JAM Project.

## Filmographie

### Doublage
- 1992 : L'École des champions : Julian Ray
- 1994 : Exorciste S.A. : Ayaka Kisaragi
- 1994 : Akazukin Chacha : Popy
- 1996 : La Légende de Zorro : Bernardo
- 1998 : Pokémon, le film : Mewtwo contre-attaque : Satoshi
- 2000 : Pokémon : Le Retour de Mewtwo : Satoshi
- 2000 : Pokémon 3 : Le Sort des Zarbi : Satoshi
- 2000 : Gokusen : Fujiyama-sensei
- 2002 : Gun Frontier : Simunora
- 2016 : Yu-Gi-Oh! The Dark Side of Dimensions : Bakura[3]